# Sitticus designatus
Sitticus designatus är en spindelart som beskrevs av George William Peckham och Elizabeth Maria Gifford Peckham 1903. Sitticus designatus ingår i släktet Sitticus och familjen hoppspindlar. Inga underarter finns listade i Catalogue of Life.